# Jeroen Woe
Jeroen Woe (Amsterdam, 2 april 1981) is een Nederlandse cabaretier, muzikant, theaterregisseur en programmamaker.

## Biografie
Woe dankt zijn naam aan zijn Chinese grootvader, die zijn naam Wu liet vernederlandsen. Woe is voornamelijk bekend als lid van het cabaretduo Van der Laan & Woe (voorheen Geen Familie). Daarnaast is hij ook te zien geweest als acteur in verschillende producties. Woe en Niels van der Laan leerden elkaar kennen op de Academie voor Kleinkunst in Amsterdam, waar ze in 2004 afstudeerden, waarna ze als duo begonnen met theatershows maken. In 2004 wonnen ze de Residentieprijs voor meest veelbelovende theatermakers op het festival Theater Aan Zee in Oostende, België. In 2005 wonnen ze de Wim Sonneveldprijs op het Amsterdams Kleinkunst Festival. In 2006 ging hun eerste avondvullende voorstelling in première. In 2011 wonnen ze De Neerlands Hoop voor hun voorstelling Superlatief.
In 2013 bracht Woe zijn eerste solo-cd uit: Als je aanbelt doe ik open. Sinds 2014 maakt hij deel uit van singer-songwritercollectief Het Nieuwe Lied. In 2021 bracht Woe het album Weg Was uit.
Woe is verder te horen als 'Buck' in de Nederlandse versies van de films Ice Age 5 en The Ice Age Adventure of Buck Wild. Ook sprak hij de stem in van Gargamel in in de nieuwe 3D-televisieserie van De Smurfen en de film Smurfen, "Big" Jack Horner in de film De Gelaarsde Kat 2: De Laatste Wens en Splinter in de film Teenage Mutant Ninja Turtles: Mutant Mayhem.
Sinds 2019 presenteert Woe samen met Niels van der Laan het satirische zaterdagavondprogramma Even tot hier. Hij was ook een van de presentatoren van De Kwis.
Als theaterregisseur regisseerde Woe voorstellingen van onder meer Erik van Muiswinkel, Stefan Pop en Peter van Rooijen.

## Prijzen
- 2005 – Wim Sonneveldprijs, met Geen Familie
- 2011 – Neerlands Hoop, met Van der Laan & Woe[5]
- 2022 – Gouden Televizierring, voor Even tot hier[6]
- 2023 – Ere Zilveren Nipkowschijf, met Even tot hier[7]